# Velociraptor
Velociraptor je pripadal družini dromeozavrov, podred Theropoda, ki spada k redu Saurischia. Bil je majhen, a zelo močan, imel pa naj bi tudi perje, vendar ni mogel leteti. V tropih je plenil majhne protoceratope. Imel je majhne, kot britev ostre zobe. Na nogah je imel kremplje, prav tako kakor večina dromeozavrov. To je edini dinozaver, za katerega vedo, kako natanko se je oglašal. Njegovo ime po latinsko pomeni »urni plazilec«.
Bil je visok  en meter in 1,5-2m dolg. Imel je pol metra dolg rep in enako dolg vrat. Živel je približno od pred 75 mio. let do približno pred 70 mio. leti. Našli so ga le v Aziji na jugu Mongolije. Tekel je do 60km/h na uro. Zobje je imel dolge do 5cm.

## Zanimivosti
Velociraptor je imel na koncu prstov dolge kremplje dobesedno kavlje po katerih je verjetno še najbolj poznan.